# Рифо, Луи Виктор Этьенн
Луи Виктор Этьенн Рифо (фр. Louis Victor Étienne Rifaut; 11 января 1799, Париж — 2 марта 1838, Орлеан) — французский композитор и пианист.
Сын контрабасиста. Первые уроки получил от отца. Окончил Парижскую консерваторию, лауреат Римской премии (1821) за кантату «Диана». Автор ряда опер, в том числе «Дуэль» (фр. Le duel; 1826), «Король и лодочник» (фр. Le roi et le batelier; 1827, в соавторстве с Фроманталем Галеви), «Лагерь золотой парчи» (фр. Le camp du Drap d'or; 1828, либретто Поля де Кока, в соавторстве с Дезире Александром Баттоном и Эме Леборном), «Гаспаро» (1836) и др. Работал в Парижской консерватории аккомпаниатором; с этими обязанностями Рифо был связан инцидент 1827 года, когда Рифо на прослушивании работ соискателей Римской премии отказался аккомпанировать певцам, исполнявшим кантату молодого Гектора Берлиоза «Смерть Орфея», заявив, что эту музыку невозможно исполнить. В дальнейшем вёл в консерватории класс гармонии.